# Idomeneus
Idomeneus (altgriechisch Ἰδομενεύς Idomeneús; 𐀂𐀈𐀕𐀚𐀊 i-do-me-ne-ja in Linearschrift B) ist in der griechischen Mythologie ein König von Kreta und einer jener griechischen Helden vor Troja, die sich im Hölzernen Pferd verbargen. Er ist es auch, der die Kreter in den Ruf brachte, geborene Lügner zu sein.
Er ist bei Homer der Sohn des Deukalion, Enkel des Minos und der Pasiphae und dadurch Urenkel des Zeus und des Helios, sowie der Vater des Orsilochos. Wegen seiner Abstammung von Helios führt er nach Pausanias einen Hahn als Schildzeichen. In der Bibliotheke des Apollodor ist er der Bruder der Krete und Halbbruder des Molos, als seine Gattin wird Meda genannt.
Da er einer der Freier der Helena gewesen war, hatte er gelobt, ihre Ehe zu verteidigen, und beteiligte sich mit 80 Schiffen an dem Kriegszug. Vor Troja trieb er die Griechen zu einem härteren Vorgehen gegen die Trojaner an. Als er auf seiner Rückreise in einen Sturm geriet, der 79 seiner 80 Schiffe zerstörte, gelobte er, die erste Person, die er bei seiner Rückkehr sehen werde, dem Poseidon zu opfern. Das war nun sein eigener Sohn Idamantes. Zu Hause aber wollte sogar seine Familie sich opfern, und von so viel Liebe wurde Poseidon besänftigt und ließ alle am Leben. Auf alle Fälle hatte Leukos – der in seiner Abwesenheit viele kretische Städte unter seine Kontrolle gebracht hatte – Grund, ihn, den alten König von Kreta, zu vertreiben. Nach anderen Erzählungen kehrte Idomeneus einfach nach Kreta heim und regierte sein Land bis zu seinem Tod.
Idomeneus erscheint auch im Roman Télémaque von Fénelon, der seinerseits die Grundlage für die Oper Idomeneo von Wolfgang Amadeus Mozart lieferte. Ferner gibt es ein Schauspiel Idomeneus von Roland Schimmelpfennig.